# Eupithecia graslinaria
Eupithecia graslinaria är en fjärilsart som beskrevs av Otto Staudinger 1871. Eupithecia graslinaria ingår i släktet Eupithecia och familjen mätare. Inga underarter finns listade i Catalogue of Life.